# Arthur James Outram Anderson
Arthur James Outram Anderson (26 de noviembre de 1907 - 3 de junio de 1996) fue un antropólogo estadounidense que se especializa en cultura azteca y traducción de lengua náhuatl. Él era famoso por su traducción del Códice Florentino un proyecto que tuvo 30 años.
Anderson murió de una hemorragia cerebral el 3 de junio de 1996.

## Estudios
Recibe su título de antropólogo del San Diego State College, su M.A de Claremont College y Ph. D. de la University of Southern California. 
Fue Director Honorario de la etnografía de América Latina en el Museo del Hombre de San Diego.